# St. Johannes der Täufer (Sonderhofen)

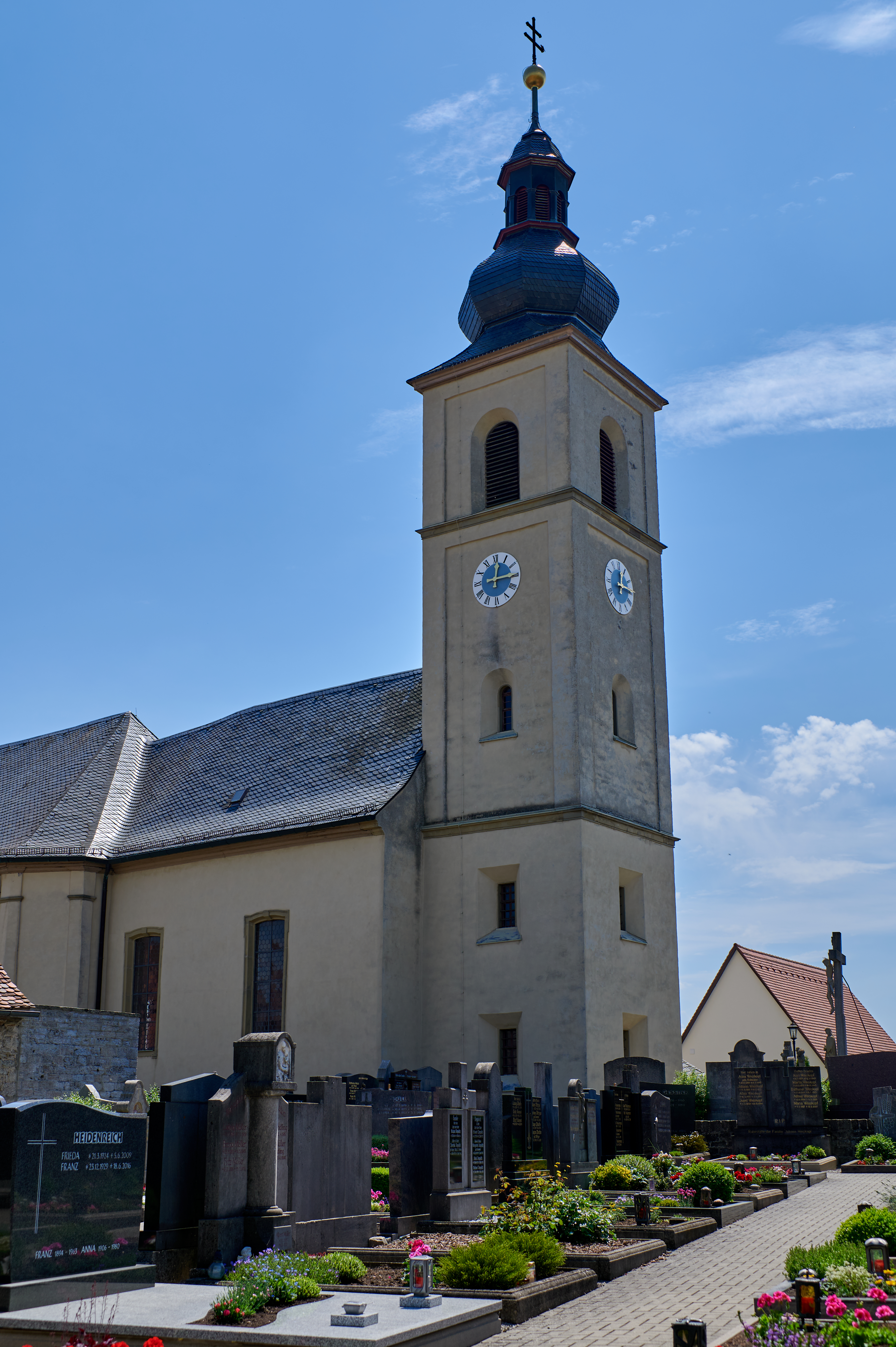
St. Johannes der Täufer in Sonderhofen

Die römisch-katholische, denkmalgeschützte Pfarrkirche St. Johannes der Täufer steht in Sonderhofen, einer Gemeinde im Landkreis Würzburg (Unterfranken, Bayern). Die Kirche ist unter der Denkmalnummer D-6-79-188-3 als Baudenkmal in der Bayerischen Denkmalliste eingetragen. Die Pfarrei gehört zur Pfarreiengemeinschaft Zu den Schutzengeln im Gau (Gaukönigshofen) im Dekanat Ochsenfurt des Bistums Würzburg.

## Beschreibung
Das Langhaus der heutigen Saalkirche wurde 1757 erbaut. Das alte Langhaus wurde als Chor verwendet. Beim Einsturz des Kirchturms 1779 wurde der Chor beschädigt und musste neu errichtet werden. Der mit einer schiefergedeckten Welschen Haube bedeckte Kirchturm wurde erst 1841/42 wieder hergestellt. Sein oberstes Geschoss enthält den Glockenstuhl, das darunter liegende die Turmuhr. Das Portal in der mit einem Schweifgiebel bedeckten Fassade im Osten, über dem sich das Wappen von Adam Friedrich von Seinsheim befindet, wird über eine Freitreppe erreicht. Die Deckenmalereien im Innenraum stammen von Georg Anton Urlaub. Zur Kirchenausstattung gehören der 1780 bis 1782 von Johann Peter Wagner gebaute Hochaltar, die von ihm bereits 1763 angefertigten Seitenaltäre und das Taufbecken, ferner die von Materno Bossi 1769 umgebaute Kanzel.